# Jaguar (supercomputador)
O Jaguar ou OLCF-2 era um supercomputador em escala peta construído por Cray no Laboratório Nacional de Oak Ridge (ORNL) em Oak Ridge, Tennessee. O Jaguar foi feito de forma massivamente paralela e teve um desempenho máximo de pouco mais de 1.750 teraFLOPS (1,75 petaFLOPS). Ele possuía 224.256 núcleos de processador AMD Opteron baseados em x86 e operava com uma versão do Linux chamada Cray Linux Environment. O Jaguar era um sistema Cray XT5, um desenvolvimento do supercomputador Cray XT4.
Em novembro de 2009 e junho de 2010, o TOP500, a lista semestral dos 500 maiores supercomputadores do mundo, nomeou a Jaguar como o computador mais rápido do mundo. No final de outubro de 2010, a BBC informou que o supercomputador chinês Tianhe-1A havia assumido o primeiro lugar, alcançando mais de 2,5 quadrilhões de cálculos por segundo, levando a Jaguar para o segundo lugar. A lista TOP500 de novembro de 2010 confirmou os novos rankings.
Em 2012, o Cray XT5 Jaguar foi atualizado para o sistema de supercomputação híbrida Cray XK7 Titan, adicionando a interconexão de rede Gemini e ajustando todos os nós de computação às GPUs Nvidia da geração Kepler.

## Desenvolvimento
O sistema Jaguar passou por uma série de atualizações desde a instalação como Cray XT3 de 25 teraFLOPS em 2005. No início de 2008, a Jaguar era uma Cray XT4 de 263 teraFLOPS. Em 2008, a Jaguar foi ampliada com a adição de um 1,4-petaFLOPS Cray XT5. Em 2009, após uma atualização dos processadores Barcelona AMD de 2,3 GHz e 4 núcleos para os processadores AMD Istambul de 2,6 GHz e 6 núcleos, o sistema resultante tinha mais de 200.000 núcleos de processamento conectados internamente à rede Seastar2 + da Cray. As partes XT4 e XT5 do Jaguar são combinadas em um único sistema usando uma rede InfiniBand que vincula cada peça ao sistema de arquivos Spider.
A partição XT5 da Jaguar contém 18.688 nós de computação, além de nós de login / serviço dedicados. Cada nó de computação XT5 contém dois processadores AMD Opteron 2435 (Istambul) de núcleo hexadecimal e 16 GB de memória. A partição XT4 da Jaguar contém 7.832 nós de computação, além de nós de login / serviço dedicados. Cada nó de computação XT4 contém um processador AMD Opteron 1354 (Budapest) de quatro núcleos e 8 GB de memória. O total de memória combinada é superior a 360 terabytes (TB).
O Jaguar usa um sistema de arquivos Luster externo chamado Spider para todo o armazenamento de arquivos. O benchmark de leitura / gravação do sistema de arquivos é de 240 GB / s e fornece mais de 10 petabytes (PB) de armazenamento.
Centenas de aplicativos foram portados para rodar na série Cray XT, muitos dos quais foram escalados para rodar em 20.000 a 150.000 núcleos de processador.
O Jaguar procura abordar alguns dos problemas científicos mais desafiadores em áreas como modelagem climática, energia renovável, ciência de materiais, sismologia, química, astrofísica, fusão e combustão. Anualmente, 80% dos recursos da Jaguar são alocados através do programa INCITE (Innovative and Novel Impact Computational on Theory and Experiment) (INCITE), um processo competitivo e revisado por pares aberto a pesquisadores de universidades, indústria, governo e organizações sem fins lucrativos.